# 周仲芳
周仲芳（1439年—？），字繼遠，湖廣武昌府江夏縣人，民籍，明朝政治人物。進士出身。

## 生平
早年出身國子生，湖廣鄉試第十六名。成化十四年（1478年）戊戌科會試第一百五名，殿試登進士第三甲第三十五名。官羅山縣知縣。

## 家族
曾祖父周餘慶。祖父周成。父亲周旭。母王氏。具慶下。弟仲良、仲奇、仲英。娶程氏。